# Evoga
Evoga Entertainment (acrônimo "EVOlution GAmes") foi uma empresa mexicana de videogames.

## História
Evoga Entertainment inicio seus trabalhos em 2000. Foi a primeira empresa latino-americana a se concentrar exclusivamente na produção de videogames. A empresa tinha sede na Cidade do México e em Osaka no Japão.
O jogo mais conhecido da empresa foi  Rage of the Dragons, onde ela planejou e desenvolveu tanto o jogo e quanto os personagens, deixando o resto do trabalho a ser desenvolvido para a empresa Noise Factory, no Japão, e distribuído pela SNK Playmore.  O jogo foi projetado para ser um jogo de luta da franquia Double Dragon, servindo como uma sequência para o jogo lançado pela SNK em 1995, mas o estúdio não obteve os direitos e, portanto, desenvolveu um pastiche de Double Dragon. A equipe também desenvolveu jogos para cassinos e plataformas móveis.
A Evoga entrou em um processo de falência e encerrou suas operações em 2004.
Em maio de 2020, a Piko Interactive adquiriu os direitos de Rage of the Dragons.

## Lista de jogos
- Evolution Soccer (2001) - para arcade (Brezzasoft Cyrstal System)
- Rage of the Dragons (2002) - para arcade (SNK Multi Video System) e Neo Geo

## Jogos inéditos
- Rage of the Dragons 2 (200?) - Arcade (cancelado)
- The King of basketball? (200?) (jogo de basquete da franquia The King of Fighters estilo Street Slam ) (cancelado)
- Geometrics (200?) - Arcade (cancelado)
- Rage of the Dragons (200?) - (port) PlayStation 2 (cancelado)
- ES: Evolution Soccer Club edition (2007) - Arcade (cancelado) Crystal System